# SvalRak
SvalRak is een Noors lanceerplatform voor onderzoeksraketten bij Ny-Ålesund op de Spitsbergen. Het station is in gebruik sinds 1997 en wordt vooral gebruikt voor onderzoek naar aardmagnetische velden. Het lanceerplatform is eigendom van Andøya Space.